# Cratere Sibut
Sibut  è un cratere sulla superficie di Marte.